# 1867年宾夕法尼亚州联邦参议员选举
1867年1月15日，西蒙·卡梅伦第三次由宾夕法尼亚州议会选为联邦参议员，此前他曾在1845年和1857年当选。议会投票支持卡梅伦，而非现任参议员埃德加·考恩。考恩虽为共和党人，却得到民主党议会党团支持。由于共和党在议会中占多数，关键在于党内提名。共和党议员最终选择支持卡梅伦，而非州长安德鲁·柯廷。
卡梅伦和科廷分别领导共和党内不同派系，早在1855年就已发生冲突，最终发展为激烈的对立。1860年，卡梅伦试图阻止科廷获得州长提名，科廷则设法阻挠卡梅伦进入林肯内阁，双方都未得逞。卡梅伦担任战争部长期间被迫辞职，1863年试图重返参议院未果。到1867年，科廷任期届满，卡梅伦仍希望回到参议院，两人都瞄准了考恩的席位。
考恩已脱离共和党主流，转而成为总统安德鲁·约翰逊的盟友，已不再被视为党内提名竞争者。其他寻求提名者还包括众议员撒迪厄斯·史蒂文斯和前众议院议长加卢沙·格罗，但除非主要候选人陷入僵局他们难有机会。卡梅伦与科廷积极争取共和党议员支持，同时设法将亲信安排进关键职位，以影响选举结果。
科廷支持者马修·夸伊原本有望出任州众议院议长，却被其他参议员候选人联手挫败。最后，卡梅伦支持者约翰·P·格拉斯凭借影响力赢得共和党议员支持。卡梅伦获共和党多数票提名，考恩则获民主党背书。卡梅伦在议会投票时轻松击败考恩，担任参议员至1877年，其强大的政治势力主导了宾州政坛近半个世纪。科廷最终转投民主党，并于19世纪80年代连任三届众议员。考恩此后再未出任公职。

## 背景
1787年制宪会议起草宪法时，与会者一致决定参议员由州议会选举产生，而非普选。联邦法律规定参议员任期届满当日后第二个星期二，州议会两院即各自开始选举。若两院多数票同意同一人，该人将于次日中午联席会议上宣布当选。否则对全体议员唱名表决，须获出席者多数票方能当选。若仍无人当选，议会须每天至少召开一次联席会议投票，直至选出参议员或会议结束。通常，多数党候选人由该党派议员党团预先投票产生。
自19世纪50年代中期成立以来，宾州共和党便分裂为多个派系，与其由原民主党人和原辉格党人组成的特点相符。1867年参议院选举前夕，前民主党人卡梅伦和前辉格党人科廷各自领导一派。两人最初在1855年争取美国党（又称“一无所知党”）参议院提名时爆发冲突，遂结为死敌。
卡梅伦曾两度出任宾州联邦参议员。1845年，他以民主党人身份当选，接替辞职出任国务卿的詹姆斯·布坎南。1857年，他改以共和党人身份再次当选，1861年辞职，出任林肯政府的战争部长，由戴维·威尔莫特接替其席位。内战期间，他在林肯和国会压力下上任不到一年便辞职，随后获任驻俄大使，不久又辞职。他于1863年再次参选参议员，但最终由民主党人胜出。
科廷原是律师，活跃于辉格党，自1840年起便参与竞选演讲。1855年协助詹姆斯·波洛克当选州长后出任州务卿。此后与卡梅伦关系恶化，反对其1857年竞选参议员。1860年，科廷竞选宾州州长，卡梅伦因意图问鼎总统，极力阻挠。虽最终获提名，但宾州普遍支持卡梅伦成为总统候选人。科廷仍设法阻止卡梅伦参选，林肯与科廷当选后，又试图阻止卡梅伦入阁。1863年，卡梅伦又试图阻止科廷连任，未果。卡梅伦曾在写给林肯的信中咒骂：“不少正直的共和党人和虔诚的基督徒都希望他下地狱。”
1867年即将空出的参议员席位由现任议员埃德加·考恩担任。他原为律师，早年是辉格党演说家，后转攻刑辩，任过检察官，1856年加入共和党，反对奴隶制扩张，支持林肯，当过总统选举人。尽管声望不高，考恩在1861年击败威尔莫特，获共和党支持，成为参议员，任期六年。考恩在任期间立场独立，多次反对战时惩罚性法案，引发国会与媒体不满。他在战后转向约翰逊，总统安德鲁·约翰逊原于1864年以国家联盟党身份搭档林肯，1865年林肯遇刺后继任总统。

## 政治筹谋
1863年1月，卡梅伦在参议员选举中以65票对67票败给查尔斯·巴卡柳后，立即着手筹划1867年下一轮选举。他开始重建自己的政治班底，这一班底由遍布宾州的旧部与亲信构成，因他长期离州而日渐松散。自卡梅伦被迫离阁、落选参议员以来，加上科廷当年顺利连任，共和党内原辉格派逐渐占上风。与几近失势的卡梅伦相比，州长科廷被称作“士兵之友”，因带领宾州度过战时而备受推崇。
卡梅伦因协助林肯连任，重新获得青睐，也提升了自己胜选的希望。应林肯之邀，他促使州内共和党议员联名致信，劝林肯竞选连任。三十年前他曾以同样方式为安德鲁·杰克逊写过一封“自发”来信。他还促成宾州组建统一代表团，赴1864年全国联盟大会支持林肯，同时为田纳西州军事长官约翰逊争取副总统提名。秋季，他在宾州积极助选，林肯连任后投桃报李，给予其庇护，卡梅伦借此分发军职与官职，巩固自身势力。科廷对宾夕法尼亚州政府任命的掌控力，远不及卡梅伦在联邦任命上的影响力。科廷及其支持者对此深感不满，批评卡梅伦徇私偏袒。
1865年4月林肯遇刺，庇护体系随之动摇，各方围绕官职展开争夺，尤其像邮政局长这类四年一任的职位。卡梅伦整体上算是稳住了阵脚，保住了费城邮政局长一职，对其派系而言已属不易。但他试图染指州检察长与党主席，遭到科廷阵营与众议员撒迪厄斯·史蒂文斯联手阻击而未能如愿。这为科廷在1866年的关键一役打下了基础。

## 1866年竞选活动

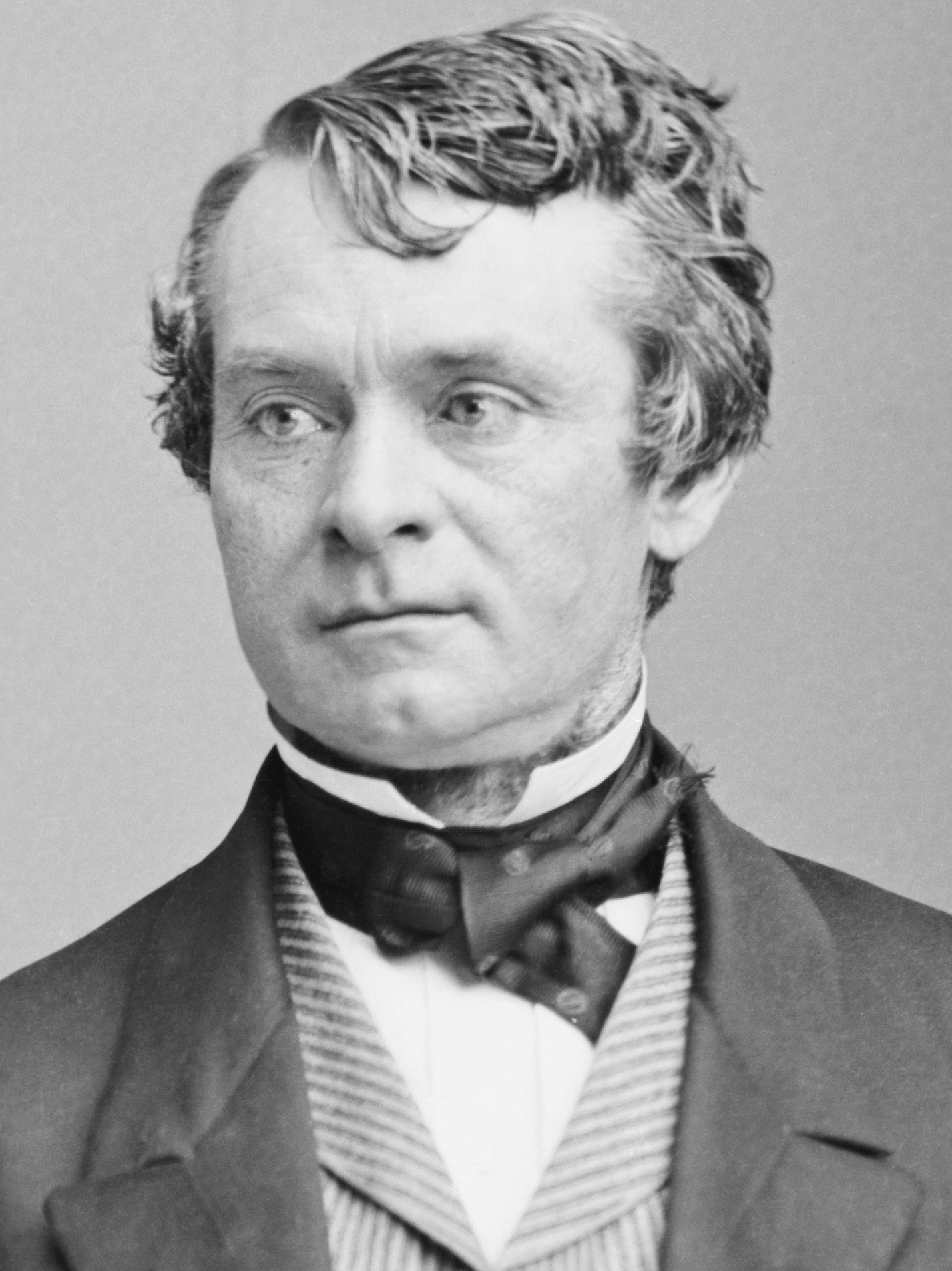
州长安德鲁·柯廷

卡梅伦布局的核心是州长一职——科廷的继任者将在1866年选出——以及由州长任命的州务卿和州众议院议长。此类职位关乎实权，两位主角都想掌控，其中州议会两院议长能以关键委员会席位回报参议员选举中的支持者。双方还力图影响地方大会，为共和党提名赢得立法席位。按宾州1838年宪法，科廷已连任两届，无法在1866年再度参选。
1865年12月，科廷病倒，在古巴休养两月，影响了他为1866年3月共和党州长提名大会所做的布局。他本希望由前州议员温思罗普·韦尔斯·凯查姆出马，但未明确表态，部分支持者如亚历山大·麦克卢尔则转而支持弗兰克·约翰逊。科廷在写给州务卿伊莱·斯莱弗的信中提醒：“别忽视议会组成——若卡梅伦得手，局势将由他掌控，稍加用力即可翻盘。”卡梅伦则力推史蒂文斯的盟友、前将军兼堪萨斯领地总督约翰·W·吉尔里。吉尔里许诺，如当选将任命卡梅伦人马出任州务卿，以换取支持。大会最终被卡梅伦掌控，令科廷一派大感意外，他们强烈反对吉尔里。吉尔里轻松获提名，卡梅伦声势大涨，科廷则遭重挫。
由于共和党与安德鲁·约翰逊总统之间的关系日益紧张，西蒙·卡梅伦与安德鲁·科廷之间的党内竞争部分被转移了焦点。安德鲁·约翰逊在重建问题上主张宽松处理，主张迅速恢复南方各州在联邦中的地位，这引发了共和党内部的分歧。在争夺提名期间，安德鲁·科廷和西蒙·卡梅伦的支持者发现，虽然彼此立场不同，但在地方代表大会上却能罕见地达成一致，即联手阻止支持安德鲁·约翰逊政策的候选人当选。主要候选人在约翰逊问题上的立场几无差异，安德鲁·科廷和西蒙·卡梅伦都急于表明自己更反安德鲁·约翰逊。1866年4月康涅狄格州选出共和党激进派州长后，安德鲁·科廷与安德鲁·约翰逊彻底决裂。西蒙·卡梅伦何时转变立场不甚明确，但西蒙·卡梅伦写在当年8月道：若当年众人听从其意见，就不会“被约翰逊诅咒”。
参议员埃德加·考恩与几位共和党基层官员试图在宾夕法尼亚州发起一场支持安德鲁·约翰逊的运动，并最终促成1866年8月在费城召开的全国联盟大会。然而，支持安德鲁·约翰逊的共和党立法候选人寥寥无几。对约翰逊表示支持的唯一现实方式，是投票给民主党候选人，但许多共和党选民拒绝接受这一选项，因为他们始终认为民主党应对内战爆发负有责任。在1866年竞选中，拥护联邦派开创了一种后来被称为“挥舞血衣”的宣传手法。他们强调，只有拥护联邦者胜选，才能守住内战用鲜血换来的成果，不让牺牲白费。
在州级公职选举期间，西蒙·卡梅伦和安德鲁·科廷都积极为各自的参议员选举造势。安德鲁·科廷在信中写道，他正与费城的共和党组织密切合作，希望在那里拿到除三票之外的全部共和党选票。安德鲁·科廷的演讲能力胜过西蒙·卡梅伦，大多数共和党主要演说家也站在安德鲁·科廷一边。西蒙·卡梅伦无法把阵地让出，尽管他鲜少在户外对大批听众发表讲话，但他经常主持竞选集会，有时还亲自为主要发言人作引介。虽然撒迪厄斯·史蒂文斯以犀利演讲见长，善于揭示对手弱点，但在这方面，西蒙·卡梅伦甚至强于多数人。在竞选期间，西蒙·卡梅伦和安德鲁·科廷多次正面交锋。西蒙·卡梅伦曾在费城的一场集会上与约翰·W·吉尔里和安布罗斯·伯恩赛德将军同台演讲。当年共和党的竞选活动以八月在匹兹堡举行的“士兵与水手大会”为高潮，主要发言人是来自马萨诸塞州的本杰明·巴特勒将军。
在十月举行的州选举中，约翰·W·吉尔里成功当选州长，共和党在州议会中赢得超过30席的多数优势，确保拥有足够票数取代参议员埃德加·考恩。1867年，宾夕法尼亚州议会共有133个席位，共和党占据其中84席。候选人只需获得43张共和党选票便可赢得党内提名，也极有可能当选参议员，因为议员违背党意的情况极为少见。由于1866年的选举结果已确立共和党对议会的主导地位，即便是最乐观的民主党报纸也承认，民主党不可能夺下这个参议员席位。

## 政治角力
十月选举结束后，西蒙·卡梅伦和安德鲁·科廷成为领先人选，但还有几位共和党政客被视为潜在的参议员候选人。其中最引人注目的是撒迪厄斯·史蒂文斯。史蒂文斯公开反对安德鲁·约翰逊政府，引发了宾夕法尼亚州共和党内不少人的兴趣。然而史蒂文斯年事已高，而且他在联邦众议院被认为不可或缺。这些因素使得他即便作为妥协候选人，也难以胜出。其他人还选包括前众议院议长加卢沙·格罗、联邦众议员詹姆斯·K·穆尔黑德和托马斯·威廉斯，以及参议院秘书约翰·W·福尼。他们仅在各自地区拥有有限支持。对西蒙·卡梅伦和安德鲁·科廷而言，这场选战不仅关乎参议员席位归属，更关系到对宾夕法尼亚州共和党的控制权。谁胜出，谁就掌握党内主导地位；谁失败，谁就失去职位和影响力。
州选举结束后，西蒙·卡梅伦和安德鲁·科廷之间的关系开始恶化。一位落选的立法候选人指责卡梅伦的派系与民主党勾结，导致他败选。卡梅伦获得了安德鲁·科廷1863年竞选经理韦恩·麦克维的支持，此人在1866年娶了卡梅伦的小女儿。这一支持或许与政治无关，但麦克维在立法机构中的盟友最终在党团会议上将票投给了西蒙·卡梅伦。

## 最后阶段与选举
1866年圣诞节，西蒙·卡梅伦在写给本杰明·巴特勒的贺信中说：“我期待并打算赢得胜利。”卡梅伦的胜利，离不开当选州长约翰·W·吉尔里的支持。吉尔里曾给人留下其内阁将超越派系的印象，但随后任命了卡梅伦的密友本杰明·H·布鲁斯特为州检察长。撒迪厄斯·史蒂文斯的支持者L·考夫曼曾致信史蒂文斯：“为什么他不等议长选完再任命？但现在既成事实，我们只能战斗到底。”当弗雷德里克·S·斯坦博公开表态支持卡梅伦后，撒迪厄斯·史蒂文斯给他写了一封措辞激烈的信，指出没有自己的支持，斯坦博根本不可能当选。亚历山大·麦克卢尔在回忆录中将斯坦博称为“三个背信弃义的典型”之一，认为他背叛了安德鲁·科廷，并指出斯坦博是21名曾承诺支持科廷却最终投票反对的议员之一。
尽管如此，安德鲁·科廷仍被视为领先者，他的支持者马修·夸伊最有可能出任州众议院议长。控制议长职位及其委员会指派权，几乎能确保科廷胜出。西蒙·卡梅伦的阵营、撒迪厄斯·史蒂文斯和加卢沙·格罗则联合起来，试图阻止夸伊当选。卡梅伦希望夸伊的失败能为自己铺路，而史蒂文斯与格罗则寄望于出现一位妥协人选打破僵局。据夸伊的传记作者詹姆斯·A·克尔所述：“在卡梅伦的巧妙布局下，反科廷派联合支持约翰·P·格拉斯，并最终选出了他。他们并未意识到这一决定的后果，而卡梅伦却独吞胜果——因为格拉斯暗中是他的人。”立法机关一月初开会时，格拉斯轻松击败民主党候选人当选议长。格拉斯利用手中的委员会指派权影响了史蒂文斯、格罗以及其他小派系候选人的支持者。史蒂文斯认为这预示着科廷的失败，他写道：“我相信，科廷的朋友们也已把这看作败局。”
1867年1月10日共和党党团会议召开前夕，安德鲁·科廷阵营的情绪愈发低落。1月7日，西蒙·卡梅伦在写给一位朋友的信中写道：
我认为我会赢。说实话，我看不出自己还有可能输……约翰·W·福尼、撒迪厄斯·史蒂文斯和加卢沙·格罗都认为这场较量会异常激烈，认为安德鲁·科廷和我势均力敌。他们相信总会有人赢，而每个人都觉得自己会是那个幸运儿。但我的形势起得太早，等他们反应过来，科廷已经败了。于是他们现在又联手对付我。我确信他们这次还是会失望。他们全都会亲自到场，在接下来的四天里，我将成为“他们那边”最集火的目标。我喜欢打仗。如果我打不赢他们，那只能说明他们的运气远比他们该得的好。

西蒙·卡梅伦的儿子、竞选经理J·唐纳德·“唐”·卡梅伦急于防止党内变节，或共和党人与民主党联手选出参议员。他与马修·夸伊会面，请求夸伊在党团会议投票结束后促成全体一致通过，并承诺对安德鲁·科廷的支持者予以“赦免”。夸伊与科廷协商后，科廷同意了这一提议。然而就在党团会议召开前几天，撒迪厄斯·史蒂文斯、加卢沙·格罗和科廷在约翰·W·福尼的酒店套房会见了福尼，试图阻止卡梅伦当选。他们唯一想到的办法是与民主党结盟，但科廷拒绝接受这一方案。
党团会议于1月10日晚在哈里斯堡召开。西蒙·卡梅伦在第一轮投票中以46票获得参议员提名，安德鲁·科廷得23票，撒迪厄斯·史蒂文斯得7票，加卢沙·格罗得5票。来自兰开斯特县的两位参议员未参与投票。在马修·夸伊的提议下，提名最终获得一致通过。前一天，民主党人召开会议，推选党团候选人。州参议员威廉·A·华莱士和宾夕法尼亚州最高法院首席大法官乔治·华盛顿·伍德沃德均获得部分支持，但埃德加·考恩赢得多数票，其提名亦获得一致通过。

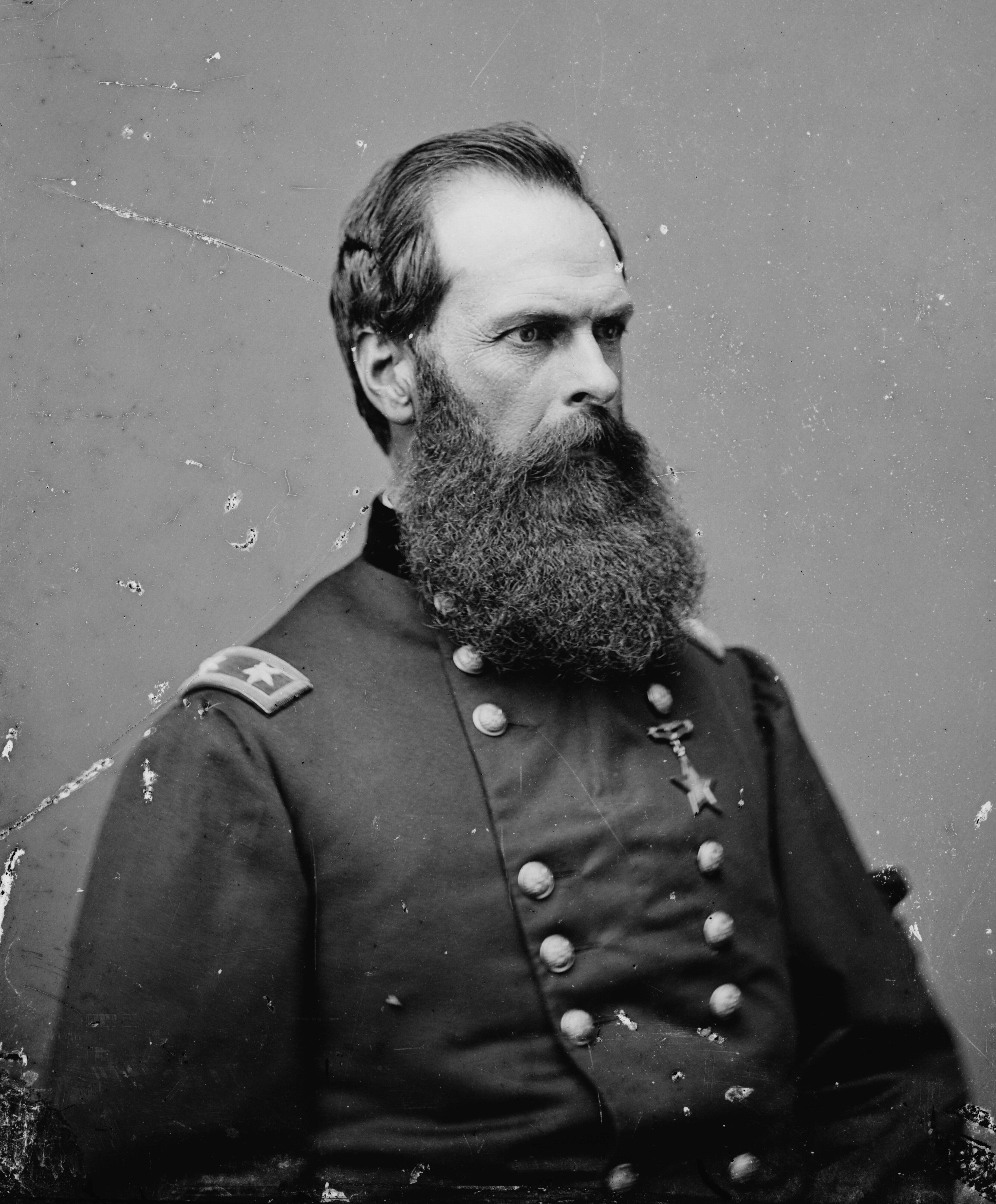
约翰·W·吉尔里于1866年当选宾夕法尼亚州州长

1月14日，宾夕法尼亚州参众两院举行投票。西蒙·卡梅伦在众议院获得62票，埃德加·考恩得37票；在参议院，卡梅伦得19票，考恩得10票。次日举行两院联席会议，三位前一日未能投票的参议员提出补投请求，其中一人支持卡梅伦，两人支持考恩，最终参议院计票结果为20票对12票。另有一位民主党众议员投票支持卡梅伦，一位共和党众议员投票给考恩。由于卡梅伦在两院均获多数，他在联席会议上正式获宣当选联邦参议员。在当选后于洛希尔酒店餐厅举行的庆祝会上，西蒙·卡梅伦谈到了此前承受的情感压力。他在发言中再次称安德鲁·约翰逊总统为叛徒，主张继续对南方实行军事统治，随后话锋一转，赞扬起他三十年来始终坚持的主题——保护性关税。撒迪厄斯·史蒂文斯、亚历山大·麦克卢尔等人指控卡梅伦的当选过程存在腐败。由议长约翰·P·格拉斯任命、众议员弗雷德里克·斯坦博主持的调查委员会未发现任何腐败证据。

## 后续
据其传记作者保罗·卡亨所说，西蒙·卡梅伦的胜利“标志着宾夕法尼亚州政治史上的一个决定性转折点。卡梅伦不仅赢得了参议员席位，也彻底粉碎了安德鲁·科廷和亚历山大·麦克卢尔试图控制该州共和党的企图。”尽管卡梅伦的权力仍受到挑战，但他逐渐被公认为宾夕法尼亚州的政治‘老板’”。雄心勃勃的年轻政客，例如马修·夸伊，纷纷投向卡梅伦门下，否则便只能在政坛边缘沉寂。随着许多对手被击败、倒戈或退出政界，到1873年卡梅伦再次当选参议员时，州议会中几乎所有共和党人都成了“卡梅伦的人”。
威廉·H·埃格勒在一篇关于安德鲁·科廷第二任州长任期的文章中指出，科廷在联邦退伍军人中享有极高声望，“但对那些操控州议会的政治煽动者而言，似乎毫无意义。多数民众的情绪最终屈服于卑劣的政治手段。”许多普通共和党人对这位战时州长的败选感到不安，怀疑这是西蒙·卡梅伦的阴谋。因此，他们拒绝让卡梅伦担任宾夕法尼亚州出席1868年共和党全国代表大会的代表团团长。州党大会要求代表团提名科廷为尤利西斯·S·格兰特的副总统搭档，但这一名额最终由印第安纳州的斯凯勒·科尔法克斯获得。1869年，格兰特任命科廷为驻俄大使。这一任命使科廷在卡梅伦巩固宾夕法尼亚州权力的关键阶段缺席政坛。
安德鲁·科廷辞去驻圣彼得堡大使一职后，于1872年支持民主党和自由共和党的总统候选人霍勒斯·格里利。此后，科廷留在民主党，并于1881年至1887年担任三届国会议员。离开政坛后，科廷回到宾夕法尼亚州贝尔丰特从事法律工作，1894年去世。埃德加·考恩曾被安德鲁·约翰逊提名为驻奥地利公使，但未获参议院批准。考恩随后返回宾夕法尼亚州格林斯堡，继续从事法律工作，1878年去世。
西蒙·卡梅伦于1873年再次当选联邦参议员，并于1877年辞职，将席位交给儿子唐·卡梅伦。唐·卡梅伦继任后，又在参议院任职二十年。西蒙·卡梅伦于1889年去世，享年90岁。自1867年起，卡梅伦政治机器主导宾夕法尼亚州政坛达半个世纪。其势力先由马修·夸伊掌握（夸伊后来也成为联邦参议员），之后再由参议员博伊斯·彭罗斯接手。

## 引用著作
- Akagi, Roy H. . The Pennsylvania Magazine of History and Biography. 1924, 48 (4): 301–333. JSTOR 20086550.
- Bradley, Erwin Stanley. . University of Pennsylvania Press. 1966. LCCN 65020756.
- Bybee, Jay S. . Northwestern University Law Review. Winter 1997, 91 (2): 500–572  [2023-02-28].
- Egle, William Henry. . Egle, William Henry  (编). . The Thompson Publishing Company. 1896: 169–207. ISBN 9780795012518. OCLC 3533098.
- Furniss, Jack. . The Pennsylvania Magazine of History and Biography. April 2017, 141 (2): 145–176. JSTOR 10.5215/pennmaghistbio.141.2.0145. S2CID 152053392. doi:10.5215/pennmaghistbio.141.2.0145.
- Kahan, Paul. . University of Nebraska Press. 2016. ISBN 978-1-61234-814-8.
- Kehl, James A. . University of Pittsburgh Press. 1981. ISBN 978-0-8229-3426-4.
- Kelley, Brooks M. . The Pennsylvania Magazine of History and Biography. October 1963, 87 (4): 375–392. JSTOR 20089650.
- Kelley, Brooks M. . The Pennsylvania Magazine of History and Biography. January 1966, 90 (1): 93–114. JSTOR 20089871.
- Schiller, Wendy J.; Stewart III, Charles.  eBook. Princeton University Press. 2015. ISBN 978-0-691-16316-1.
- Stewart, John D. II. . Pennsylvania History: A Journal of Mid-Atlantic Studies. January 1972, 39 (1): 20–39. JSTOR 27771991.